# Schloss Wilkendorf

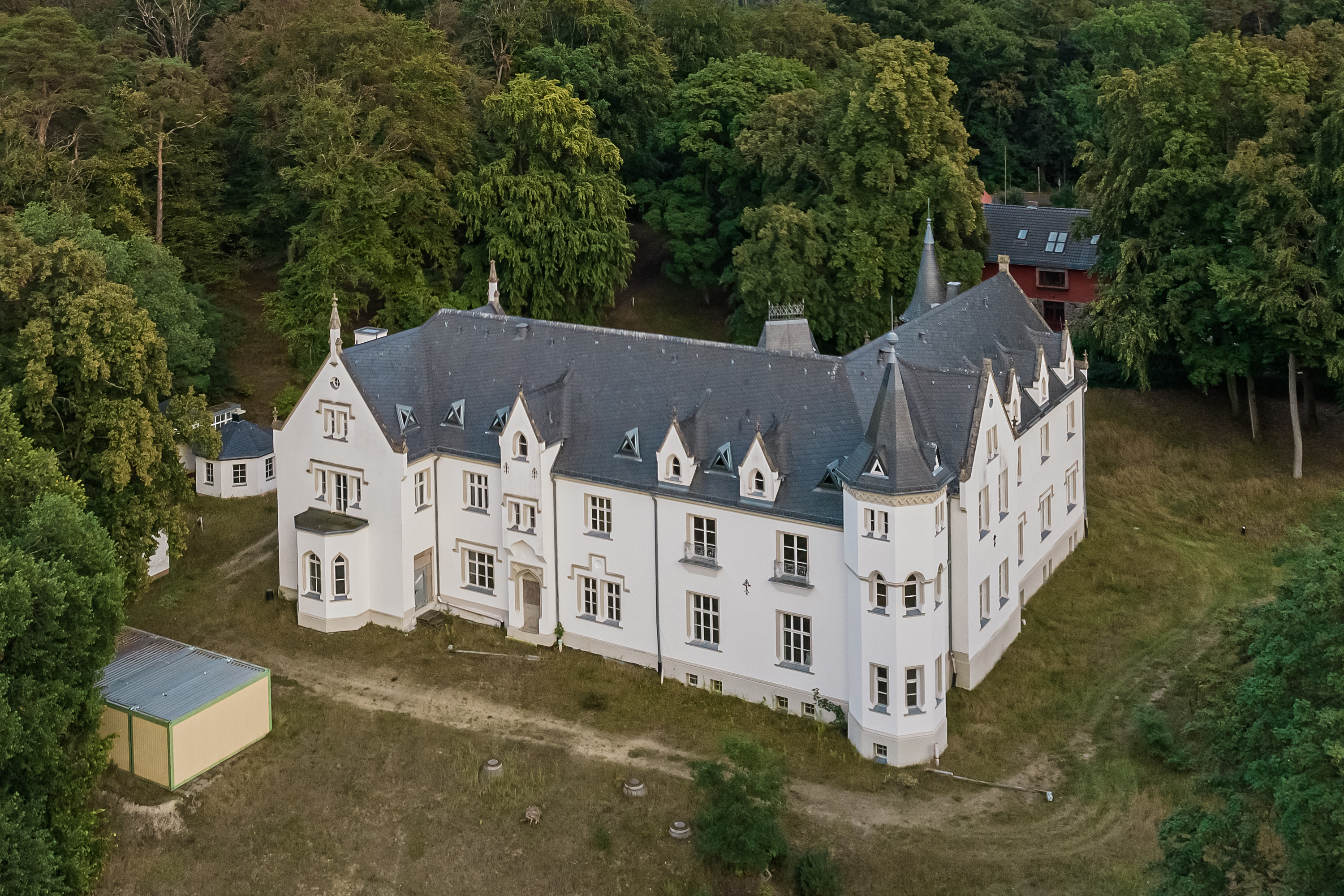
Schloss Wilkendorf

Schloss Wilkendorf ist ein denkmalgeschützter Adelssitz im Ort Wilkendorf in Altlandsberg nördlich von Strausberg, das zu DDR-Zeiten als Gästehaus des Verteidigungsministeriums diente.

## Geschichte
Seit 1536 gehörte das Anwesen Angehörigen der uradeligen märkischen Adelsfamilie Pfuel (Linie Pfuel auf Wilkendorf). Bis zum Jahre 1855 war in Wilkendorf kein sogenanntes „herrschaftliches Gebäude“ vorhanden. Erst ab dem Jahre 1852 ließ Gustav Felix Bertram von Pfuel, als fünftes Kind der Pfuels, das Schloss errichten. Es handelte sich zunächst nur um eine bescheidene Schlossanlage. In dieser Bau-Epoche des Historismus (1840–1900), der viele zeitlich vorangegangene Stile wie Romanik, Gotik, Renaissance, Barock und Rokoko wiederaufnimmt und vereint, prägen den Baustil des Schlosses überwiegend die Neogotik und die Neorenaissance.
Auf Schloss Wilkendorf entwickelte Theodor Fontane die Idee für seinen Roman Effi Briest, als er sich (heute verschwundene) Ahnenporträts aus dem Besitz des Landrates von Briest auf Nennhausen ansah. In Erinnerung an dessen letzte Tochter gab er der Titelheldin seines Romanes den Namen „Effi Briest“.
Im Jahre 1891 brannte das Schloss zu zwei Dritteln ab. Über die Brandursache ist nichts bekannt. Im Jahre 1892/93 erfolgte der teilweise Wiederaufbau des Schlosses.
1905 erwarb der Großindustrielle Georg von Caro (1849–1913) das Schloss mit dem 1193 Hektar großen Rittergut. Eine weitgehende bauliche Veränderung und Vergrößerung erfuhr das Gebäude 1909 unter von Caro. Somit wurde das Schloss mehrfach restauriert und teilrekonstruiert. Der neue Guts- und Schlossherr ließ das über dem Haupteingang befindliche Wappen derer von Pfuel entfernen und ersetzte es durch das Wappen der Familie von Caro. Nach dem Tod des Dr. von Caro ging das gesamte Dorf Wilkendorf/Gielsdorf und das Schloss 1914 in den Besitz der Frau Carolina Wolff und deren Mann über. Diese übernahmen fortan die Bewirtschaftung. Ab 1920 wurden die Güter verpachtet und Wolff behielt das Schloss, den See und die Waldungen.
Im Jahre 1929 wurde Wilkendorf von Gustav von Dippe und seiner Schwester Ingeborg gekauft. Gustav von Dippe heiratete eine Enkelin von George Nares, deren Vater John Dodd Nares wie auch ihr Bruder im Zweiten Weltkrieg auf britischer Seite kämpften. Ingeborg von Dippe heiratete Joachim Wolfgang (Jowo) von Moltke, den Bruder von Helmuth James Graf von Moltke.
In den letzten Kriegsjahren wurde aufgrund der ständigen schweren Luftangriffe auf Berlin der spanische Botschafter in Schloss Wilkendorf einquartiert.
Nach 1945 wurde Schloss Wilkendorf Gästehaus des DDR-Verteidigungsministeriums. Dort trat am 9. August 1961 die „operative Gruppe“ des „Ministeriums für Nationale Verteidigung“ (so der offizielle Name) zusammen, um die Detailpläne für den Einsatz der Nationalen Volksarmee der DDR im Zusammenhang mit der Errichtung der Berliner Mauer ab dem 13. August 1961 festzulegen.
Seit 1990 stand das Schloss leer.
2005 wurden die Baulichkeiten an russische Investoren verkauft, die das baufällige Gebäude umfangreich sanieren und zum Luxushotel umbauen lassen. Die Ende 2005 gegründete „Schloss Wilkendorf Liegenschaften GmbH“ hat diese Aufgaben übernommen. Es ist geplant das Luxus-Hotel im Schloss im Jahr 2019 zu eröffnen. Wie weit die Umbauarbeiten fortgeschritten sind, ist bis dato unklar, noch existiert ein aktueller Eröffnungstermin.

## Golfclub
Der nördlich des Ortes gelegene, 1991 gegründete „Golfpark Schloss Wilkendorf“ (220 Hektar) hat zwei 18-Loch-Plätze: Der Sandy Lyle Platz wurde im Jahr 2010 zum 6.-schönsten Golfplatz Deutschlands (von insgesamt 700 Anlagen) gewählt, und der Westside Platz ist der erste und einzige handicapfreie 18-Loch-Platz in Berlin und Brandenburg.